# Cargados Carajos
Bãi cạn Cargados Carajos, còn được biết đến với tên gọi là Saint Brandon, là một nhóm các bãi cạn và các hòn đảo nằm trong Ấn Độ Dương, cách 270 dặm (khoảng hơn 434 km) về phía đông bắc của Mauritius. Diện tích phần đất nổi trên mặt nước ước chừng khoảng 1,3 km².

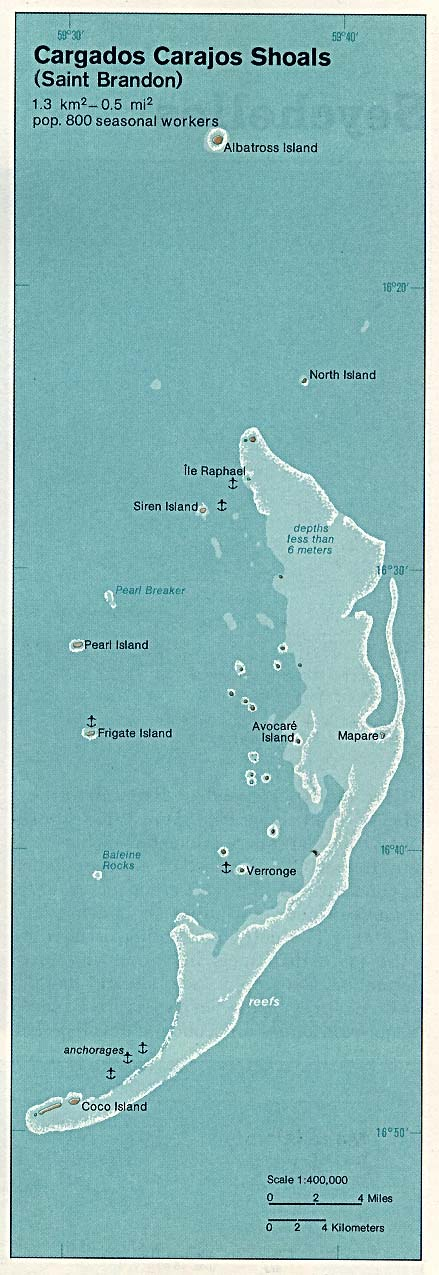
Bản đồ mô tả vị trí các bãi, đảo trong Cargados carajos

Cargados Carajos có tổng cộng khoảng 28 đến 40 hòn đảo lớn, nhỏ và các bãi cạn, cồn cát xuất hiện tùy thuộc vào các cơn bão. Các hòn đảo có rất ít người ở, chủ yếu là các ngư dân bám biển, chỉ có 63 người trong đợt điều tra dân số năm 2001. Phần lớn trong số họ, khoảng 40 người, sống trên đảo Île Raphael, số còn lại thì ở trên các đảo Avocaré, Coco và Île du Sud. Hệ sinh thái động thực biển phát triển rất phong phú ở các bãi và đảo, nhưng một số hòn đảo đã bị ảnh hưởng nghiêm trọng bởi sự xuất hiện không kiểm soát của loài chuột.
Về mặt chính trị, Cargados Carajos là một phần lãnh thổ của Mauritius.

## Địa lý
Trong quá khứ, Cargados Carajos là một đảo núi lửa lớn thuộc của quần đảo Mascarene và nằm trên cao nguyên ngầm Mascarene. Tuy nhiên, theo thời gian, hòn đảo dần bị xói mòn và chìm vào biển sâu, để lại một rạn san hô vòng lớn bao quanh đảo trước kia.
Trong số khoảng 40 thực thể của Cargados Carajos, có 22 hòn đảo được đặt tên. Albatross là hòn đảo cao nhất (điểm cao nhất của nó là 6 m so với mực nước biển) và cũng là lớn nhất so với các hòn đảo còn lại trong nhóm. Tuy nhiên, khu dân cư trên đảo Albatross đã bị bỏ hoang từ năm 1988.
Khu dân cư chính nằm trên đảo Île Raphael. Theo phán quyết của Ủy ban Tư pháp của Hội đồng Cơ mật vào ngày 30 tháng 7 năm 2008, Île Raphael cùng 12 hòn đảo khác được giao cho Công ty Đánh cá Raphael quản lý với hợp đồng thuê vĩnh viễn.

## Sinh thái học
Cargados bao gồm khoảng 190 km² diện tích các rạn san hô. Các hòn đảo được phủ cát trắng, được hình thành từ san hô bị xói mòn, và một lớp guano dày có thể được tìm thấy ở hầu hết các đảo.